# فیشتاخ
شهر فیشتاخ (به آلمانی: Viechtach) در ایالت بایرن در کشور آلمان واقع شده‌است.